# Tisy na oslavu milénia

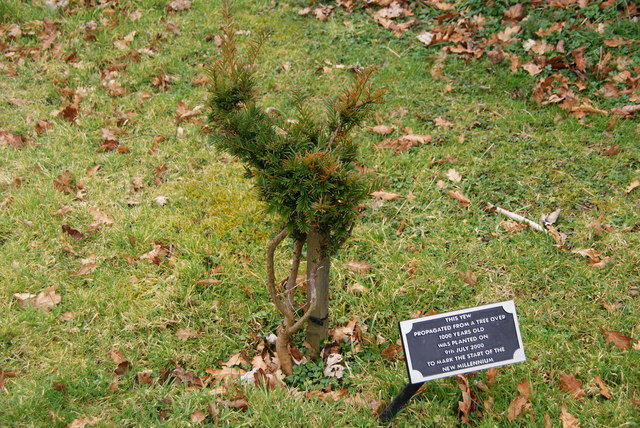
Mileniální tis v obci Ratlinghope, Shropshire v roce 2009

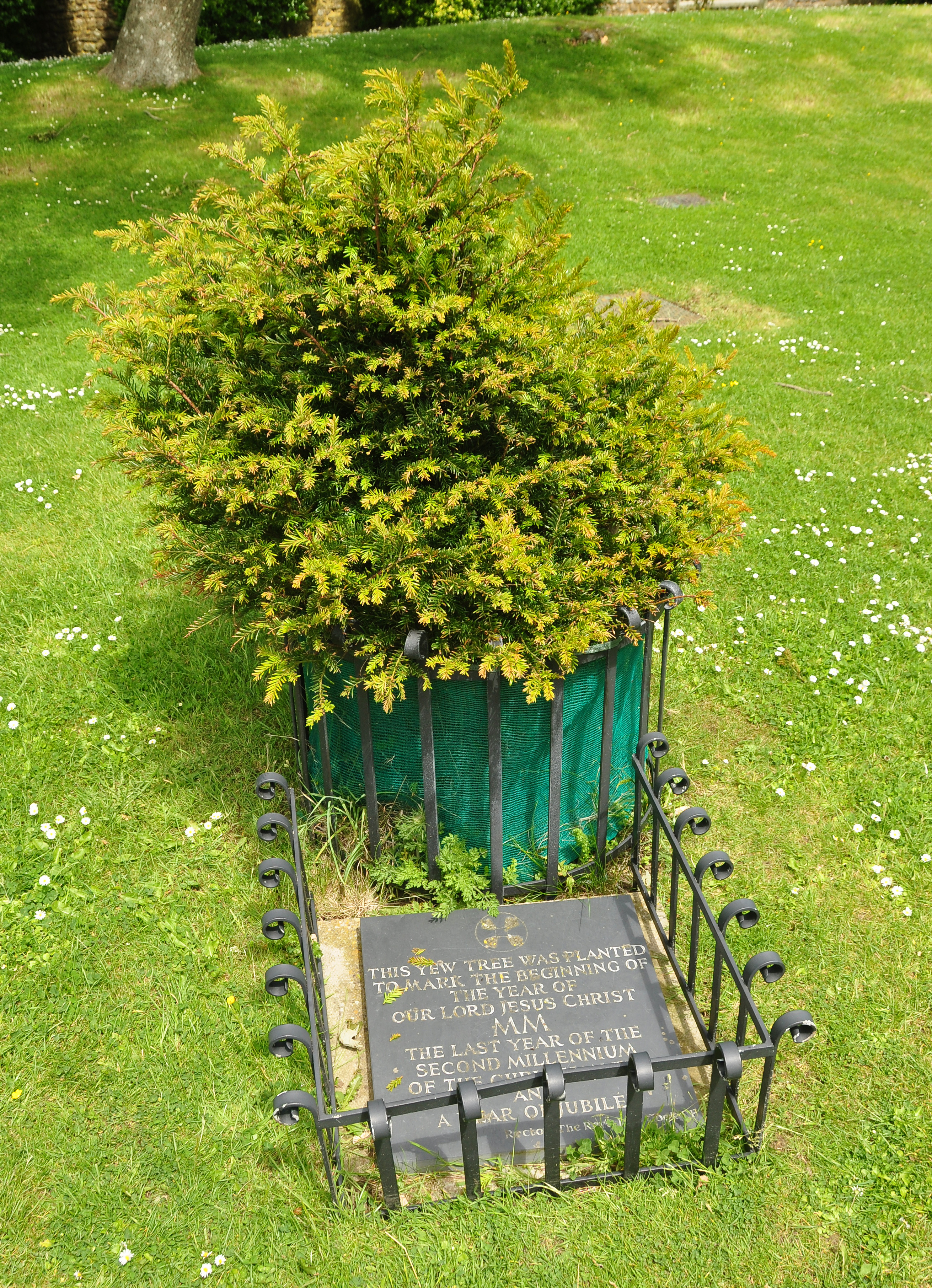
Mileniální tis na hradě Dover (hrad) v roce 2012

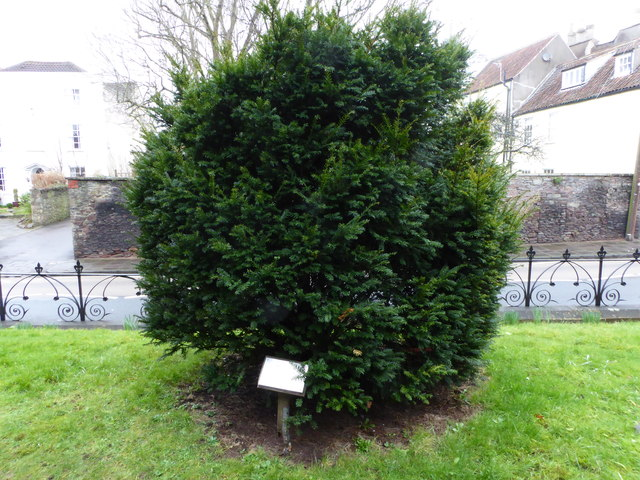
Mileniální tis u Kostela Nejsvětější Trojice (Stapleton) v roce 2018

Tisy na oslavu milenia jsou stromy, které byly zasazeny v roce 2000 jako součást programu o spolupráci mezi Anglikánskou církví a charitou The Conservation Foundation k oslavám konce 2. tisíciletí. Církev přislíbila řízky tisu starého přes 2000 let z kostelních zahrad všem farnostem, které o něj požádaly. Prvotní odhad počítal s poskytnutím pár set tisů, ale na konci roku 2000 jich bylo distribuováno 8000. Program pomohl v církevních kruzích zvýšit povědomí o ekologických problémech a umožnil vysazení značného množství tisů se známým původem.

## Historie projektu
Projekt na sázení tisů vznikl v listopadu roku 1996 jako spolupráce Anglikánské církve s charitou The Conservation Foundation, k poskytnutí tisů farnostem k oslavě konce 2. tisíciletí.  Tisy se mohou ve Spojeném království dožít tisíce let a země má největší sbírku starobylých tisů ze všech zemí na světě. Většina tisů starších 2000 let v Británii se vyskytuje v zahradách kostelů anglikánské církve, kde tak byly ochráněny před stavebním rozvojem. Projekt plánoval využít k řízkování 20 starých tisů, aby je poskytl farnostem. Nové tisy mají i teologický základ, jelikož původní tisy byly živé za dob zrození Krista. Projekt byl řízen Aliancí náboženství a ochrany (ARC) jako součást jejich projektu "Svatá země".

## Řízky tisů
Původní projekt řídili David Bellamy, David Shreeve a Libby Simon a očekávalo se, že bude potřeba několik stovek řízků. Zájem byl mnohem větší, než se očekávalo, a projekt byl "na poslední chvíli" rozšířen, aby mohl pokrýt zájem o tisy. Botanik Fergus Kinmonth vedl sběratelský tým, který využíval horolezce k řízkování ve výškách z přibližně 60 tisů. Řízky měly okolo 15 cm, byly zabaleny v novinách a svačinových krabicích a byly rozvezeny kurýrem na motorce do Bedfordu, kde byly pěstovány ve sklenících.
Mladé rostliny byly v průběhu roku 2000 rozvezeny po celé zemi v sériích 40 dodávek. Graham Preskett složil k této příležitosti "Hymnu tisového stromu" a supermarket Waitrose poskytl speciální tašky k transportu řízků. The Royal Mail vydala na oslavu projektu pamětní známku, jako součást série "Strom a list". Během jedné bohoslužby v Katedrále svatého Pavla bylo distribuováno 136 tisů mezi 1000 lidí. Kvůli nedostatku finančních prostředků, které znemožnily vyslat kamión do Trura, byly k rozvozu tisů vyslány soukromé vozy. Jeden biskup prohlásil: "Bylo to úžasné – tolik lidí, kteří by normálně nepřišli na bohoslužbu v mé katedrále – ale přišli pro strom".
V důsledku projektu bylo v 7 000 farnostech anglikánské církve vysazeno asi 8 000 tisů. Mezi takto zasazené stromy patřily stromy v paláci Lambeth, v domě arcibiskupa v Canterbury a v arboretu Národního památníku. K ceremoniální výsadbě stromů byli často zváni hodnostáři, mez něž patřili biskupové, vikáři, celebrity a členové královské rodiny.  

## Dopad
Shreeve v roce 1996 uvedl, že stromy se stanou „symboly komunity a znamením stvoření“. Některé ze stromů prosperovaly, do roku 2019 byl alespoň jeden 20 stop (6,1 m) vysoký. Jiným se tolik nedařilo, jeden z těch distribuovaných ve službě sv. Pavla byl vysazen v kostele sv. Jiří v Malaze, ale odumřel v sušším španělském klimatu. ARC odhaduje, že zhruba jeden ze dvaceti stromů přežije do čtvrtého tisíciletí. Tisy představují významnou kolekci stromů se známým původem, které budou v budoucnu cenné ve výzkumu.
ARC popisuje projekt jako jeden z nejúspěšnějších podniků v rámci britských oslav tisíciletí. Shreeve uvádí, že pomohl v církvi zvýšit povědomí o environmentálních projektech a zlepšil ekologické vzdělání činovníků diecézí. V rámci 20. výročí projektu byl roce 2019 zahájen průzkum, v němž měly farnosti zaznamenat stav jejich tisů.